# 勝村幸太
勝村 幸太(かつむら こうた、1974年3月4日 - )は、日本のナレーター、声優。山梨県出身。ZAI OFFICE（旧 - CSRコーポレーション）所属。

## 人物
バオバブ学園（現：ビジュアル・スペース俳優養成所）10期生。
テレビ・CM・舞台・VPなどで幅広く活動している。

## 主な出演作品

### テレビ
- MUTV (J SPORTS)
- アウトドアトライアル選手権」
- FREX APPEAL

### コマーシャル
- 太田胃散A錠剤
- 東北電力
- NTT-BJ
- ダイナデバイス2

### テレビアニメ
- ホイッスル!（李潤慶役）

### 舞台
- 「みつけた！」(劇団Peek-a-Boo)
- 「俺たちはペ天使だDX」(劇団第三反抗期)
- 「哀歌」(劇団花鳥風月)
- 「蟻達のいた夏」(劇団丸玉組)
- 「11月15日の夜空に」(劇団Peek-a-Boo)